# Lycée Jean-Rostand (Mantes-la-Jolie)
 (juillet 2022).
La mise en forme du texte ne suit pas les recommandations de Wikipédia : il faut le « wikifier ».
Les points d'amélioration suivants sont les cas les plus fréquents :
- Les titres sont pré-formatés par le logiciel. Ils ne sont ni en capitales, ni en gras.
- Le texte ne doit pas être écrit en capitales (les noms de famille non plus), ni en gras, ni en italique, ni en « petit »…
- Le gras n'est utilisé que pour surligner le titre de l'article dans l'introduction, une seule fois.
- L'italique est rarement utilisé : mots en langue étrangère, titres d'œuvres, noms de bateaux, etc.
- Les citations ne sont pas en italique mais en corps de texte normal. Elles sont entourées par des guillemets français : « et ».
- Les listes à puces sont à éviter, des paragraphes rédigés étant largement préférés. Les tableaux sont à réserver à la présentation de données structurées (résultats, etc.).
- Les appels de note de bas de page (petits chiffres en exposant, introduits par l'outil «  Source ») sont à placer entre la fin de phrase et le point final[comme ça].
- Les liens internes (vers d'autres articles de Wikipédia) sont à choisir avec parcimonie. Créez des liens vers des articles approfondissant le sujet. Les termes génériques sans rapport avec le sujet sont à éviter, ainsi que les répétitions de liens vers un même terme.
- Les liens externes sont à placer uniquement dans une section « Liens externes », à la fin de l'article. Ces liens sont à choisir avec parcimonie suivant les règles définies. Si un lien sert de source à l'article, son insertion dans le texte est à faire par les notes de bas de page.
- La présentation des références doit suivre les conventions bibliographiques. Il est recommandé d'utiliser les modèles {{Ouvrage}}, {{Chapitre}}, {{Article}}, {{Lien web}} et/ou {{Bibliographie}}. Le mode d'édition visuel peut mettre en forme automatiquement les références.
- Insérer une infobox (cadre d'informations à droite) n'est pas obligatoire pour parachever la mise en page.

Pour une aide détaillée, merci de consulter Aide:Wikification.
Si vous pensez que ces points ont été résolus, vous pouvez retirer ce bandeau et améliorer la mise en forme d'un autre article.
Pour les articles homonymes, voir Lycée Jean-Rostand.

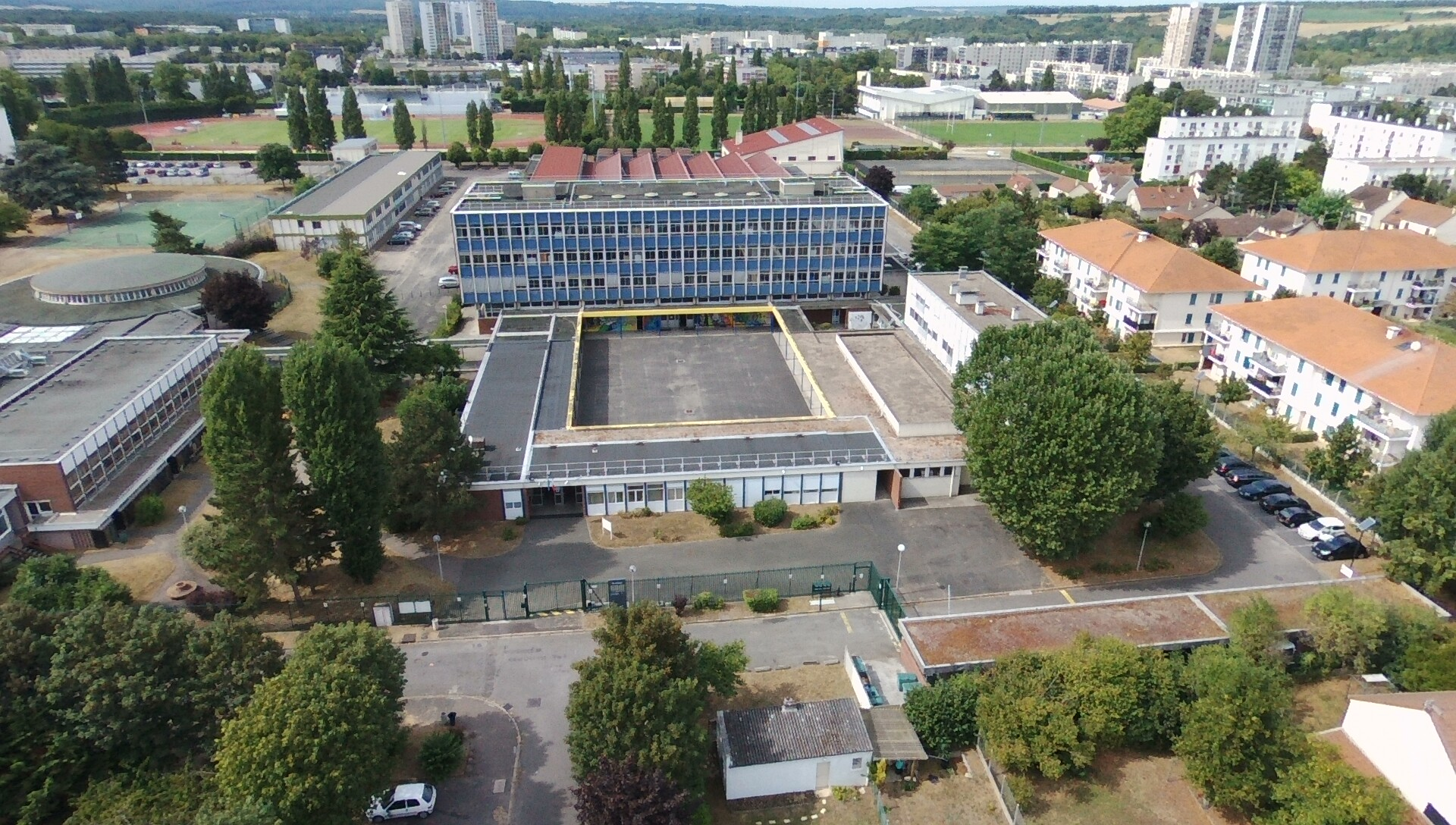
Vue d'ensemble du lycée Jean-Rostand (Mantes-la-Jolie) - 2016.

Le lycée Jean-Rostand de Mantes-la-Jolie est un lycée polyvalent situé 66 rue Fernand-Bodet, à Mantes-la-Jolie. Cet emplacement lui permet de faire le lien entre le cœur de ville médiéval de Mantes-la-Jolie et le quartier du Val Fourré qui était encore sous forme de plan à la naissance de l’établissement. Construit entre 1955 et 1967 sous la direction de Raymond Lopez, il a été labellisé bâtiment « Architecture contemporaine remarquable » à la suite d'un recensement effectué par la région Ile de France .
Sa construction en deux phases espacées d’une petite dizaine d’années lui permet de bénéficier des expériences acquises par l’architecte et fait de lui un exemple d’architecture moderne mise au service de l’Education. Il échappe aux modes de construction qui ont entraîné une uniformisation des constructions scolaires de l’époque. Achevé par le fils de l'architecte après la mort de ce dernier, cet établissement est considéré comme une œuvre testament.

## Les raisons de la labellisation
La structure de l’établissement rend visibles les différentes étapes de sa construction et la fonction de chaque bâtiment. L’architecture du lycée Rostand témoigne du lien entre enseignement et histoire industrielle du bassin mantais, et d'une volonté d’allier architecture fonctionnelle et  techniques modernes de construction. Enfin, il propose une grande variété d’éclairages naturels.

## Histoire

### Un architecte très lié à Mantes: Raymond Lopez
La ville de Mantes, en partie détruite par les bombardements des Alliés afin de ralentir les mouvements des troupes allemandes, est à reconstruire après la seconde guerre mondiale. Son maire, Jean-Paul David, souhaite en faire un exemple de modernité et confie ce travail au cabinet de Raymond Lopez, architecte conseil des ministères de la Reconstruction et du Logement en 1951 (chargé des départements du Calvados le 28 décembre 1953, et de la Seine en 1957). Celui-ci va aussi intervenir dans de vastes projets d’État, comme celui de la reconstruction de Paris (il supervise notamment avec Henri Pottier la construction du quartier de Beaugrenelle récemment rénové, ou encore le XIIIème arrondissement). Il expose ses idées dans un ouvrage qui sort en 1964, l’Avenir des villes. Les barres et les tours sont pour lui l’élément architectural du futur, car ces dispositifs d’habitation doivent libérer de la place au sol, et permettre l’installation d’équipements commerciaux et administratifs. Selon lui, l’homme doit désormais s’adapter à l’évolution des villes dont il ne peut empêcher le développement ; la solution est donc dans le fait de le contrôler. Ainsi, l’extension de la vieille ville de Mantes la Jolie que sera le Val Fourré est envisagée comme un exemple de modernité, dans lequel une cité scolaire est indispensable. Avant ce projet, Raymond Lopez a déjà réalisé des établissements scolaires à Brest, Mesnil-le-Roi, Nevers, Quimper notamment. Mais il a surtout réalisé la plupart des établissements publics de la ville, ainsi que des ensembles d'habitations dont le plus célèbre est le Val Fourré. Son projet d'établissement scolaire pour Mantes  comprend la construction d’un lycée mixte et d’un centre d’apprentissage, futur lycée Rostand.

### Une désignation qui évolue avec les réformes et l'agrandissement de l'établissement
Les premiers élèves intègrent le centre d'apprentissage à la rentrée d’octobre 1956 , moment où est posée la première pierre du lycée mixte Saint-Exupéry. Il comprend alors environ 250 CAP. Dès l’année suivante, des BEP électromécaniques et comptables mécanographes les rejoignent. En fonction des réformes, le Centre d’apprentissage est renommé CET, puis LEP (lycée d’enseignement professionnel) en 1977.
L’accroissement de la population dans le bassin Mantais et l’environnement industriel du bassin motivent l’extension de l’établissement, laquelle s’effectue en même temps que des réformes nationales créant les lycées techniques. En 1963 le lycée technique de Mantes ouvre donc ses portes sur le même site. Des sections de BTS (brevet de techniciens supérieurs) viennent rapidement compléter la carte de formations industrielles.
En 1986 commence une diversification des voies proposées, notamment vers le tertiaire (1ere G) et vers le Général jusqu’à prendre l’appellation de lycée Polyvalent en 1990.

## Une architecture remarquable

### Un établissement construit en deuxétapes

#### Première phase: le centre d'apprentissage 1955- 1957, une architecture industrielle

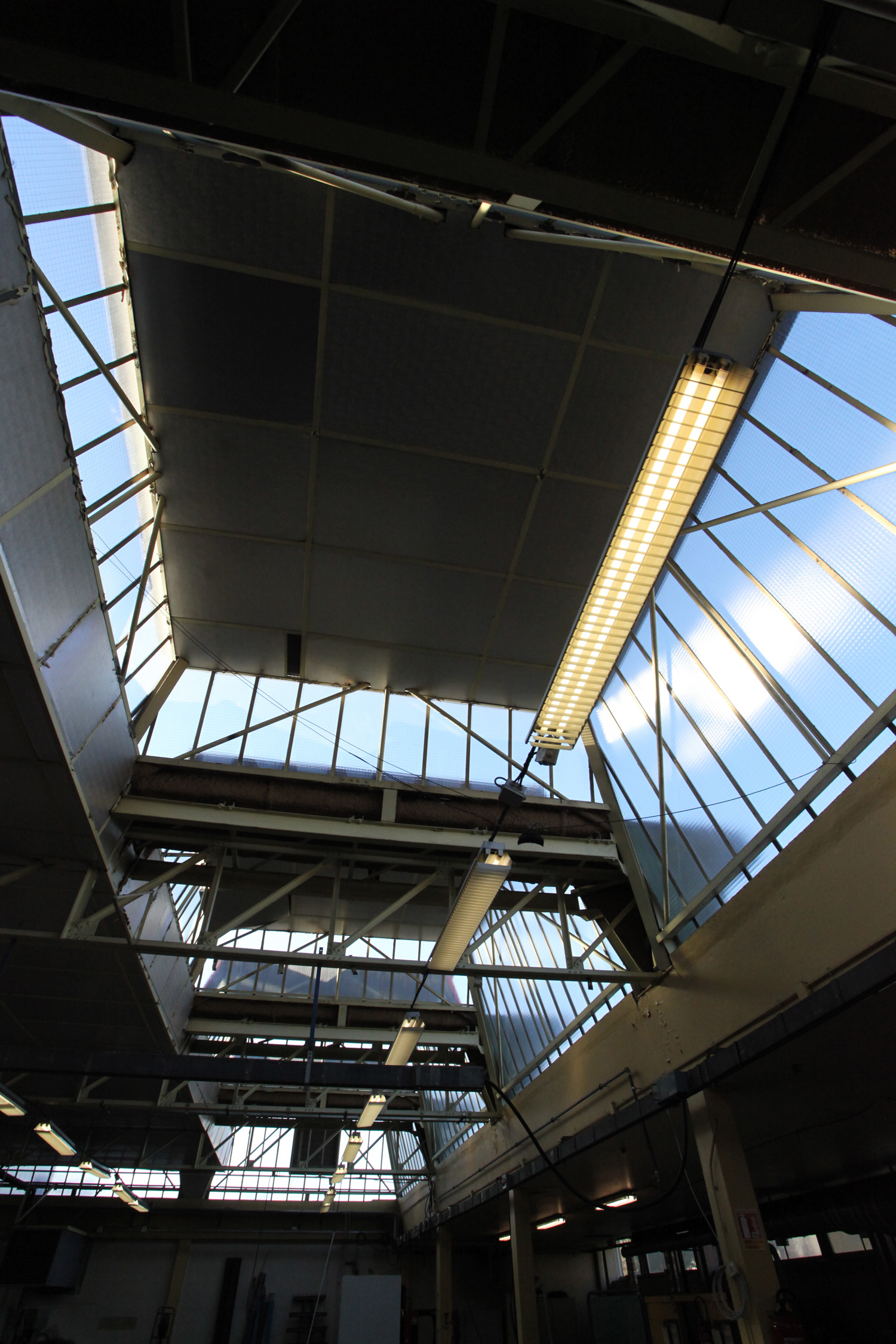
Shed de la 1ère phase - Aujourd'hui Ateliers de chaudronnerie industrielle.

La première phase permet la réalisation du centre d’apprentissage. Celui-ci rappelle l’architecture industrielle courante à cette époque . Il s’agit d’un bâtiment au plan rectangle dont la partie sud dispose d’un étage où se trouvent des salles banalisées. Cette partie reprend la trame de 1,75 que l’on retrouve dans les établissements de cette époque. Le toit de la partie centrale où se trouvent les ateliers se divise en 4 sheds orientés au nord, afin de permettre aux élèves de disposer d’une lumière constante pour travailler, en évitant les inconvénients de la chaleur. Ce principe est celui appliqué dans la plupart des constructions industrielles dès le premier XIXe siècle. Dans cette première phase de construction, un petit bâtiment administratif est adjoint sur la face est, mais celui-ci sera détruit pour permettre la construction d’un nouveau bâtiment.

#### Deuxième phase: la modernité[4],[11]

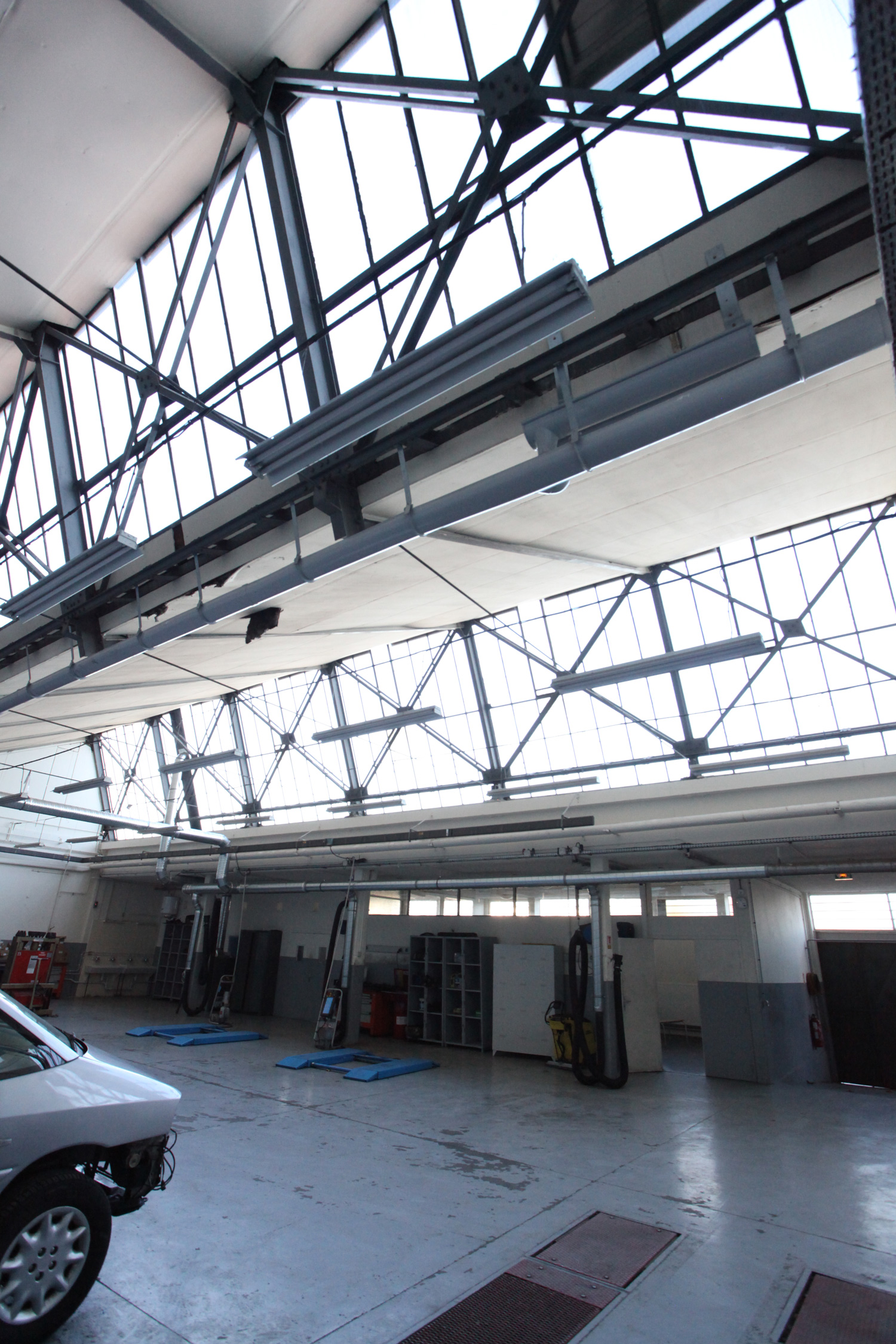
Shed de la seconde phase. Aujourd'hui atelier de maintenance des véhicules.

Lors de la deuxième phase de travaux, le lycée double sa surface .
- la surface de l’atelier est agrandie et on lui ajoute l’équivalent de deux sheds. La différence entre les sheds première phase et deuxième phase est visible même dans leur structure : les plus anciens se composent d’une verrière de carreaux maintenus par une structure métallique d’orientation verticale, la deuxième est renforcée par une structure métallique en forme de croix. C’est dans cette extension que sont placés les ateliers mécanique automobile et le magasin du lycée. L’espace central de l’atelier reste ouvert, sans cloisons jusqu’aux années 2000. Sur la façade ouest des ateliers, deux autres salles sont adjointes. Très vastes afin d’accueillir les machines nécessaires aux élèves, elles sont éclairées par des lanterneaux carrés (photo)
-deux bâtiments disjoints sont ajoutés : un bâtiment compact biface de trois étages avec une façade rideau bleue qui donne désormais son identité à l’établissement, où sont placées des salles banalisées et des salles de sciences. Au rez-de-chaussée se trouve le CDI, ainsi qu’un salle polyvalente. L’autre bâtiment accueille des logements de fonction aux étages, et au rez-de-chaussée la salle des professeurs ainsi que la Maison de Lycéens.
-un patio unifie ces bâtiments disjoints . Un portique en fait le tour, et abrite les ouvertures vers les bureaux administratifs.   
-un bâtiment de restauration est construit, la Rotonde (cantine initiale) ne suffisant plus à accueillir tous les élèves. Ces deux espaces de cantine partagent la cuisine placée au centre. Sa forme rectangulaire s'oppose à la forme circulaire du premier réfectoire. Désormais, chaque établissement a son espace .

### La recherche d'une harmonie unificatrice

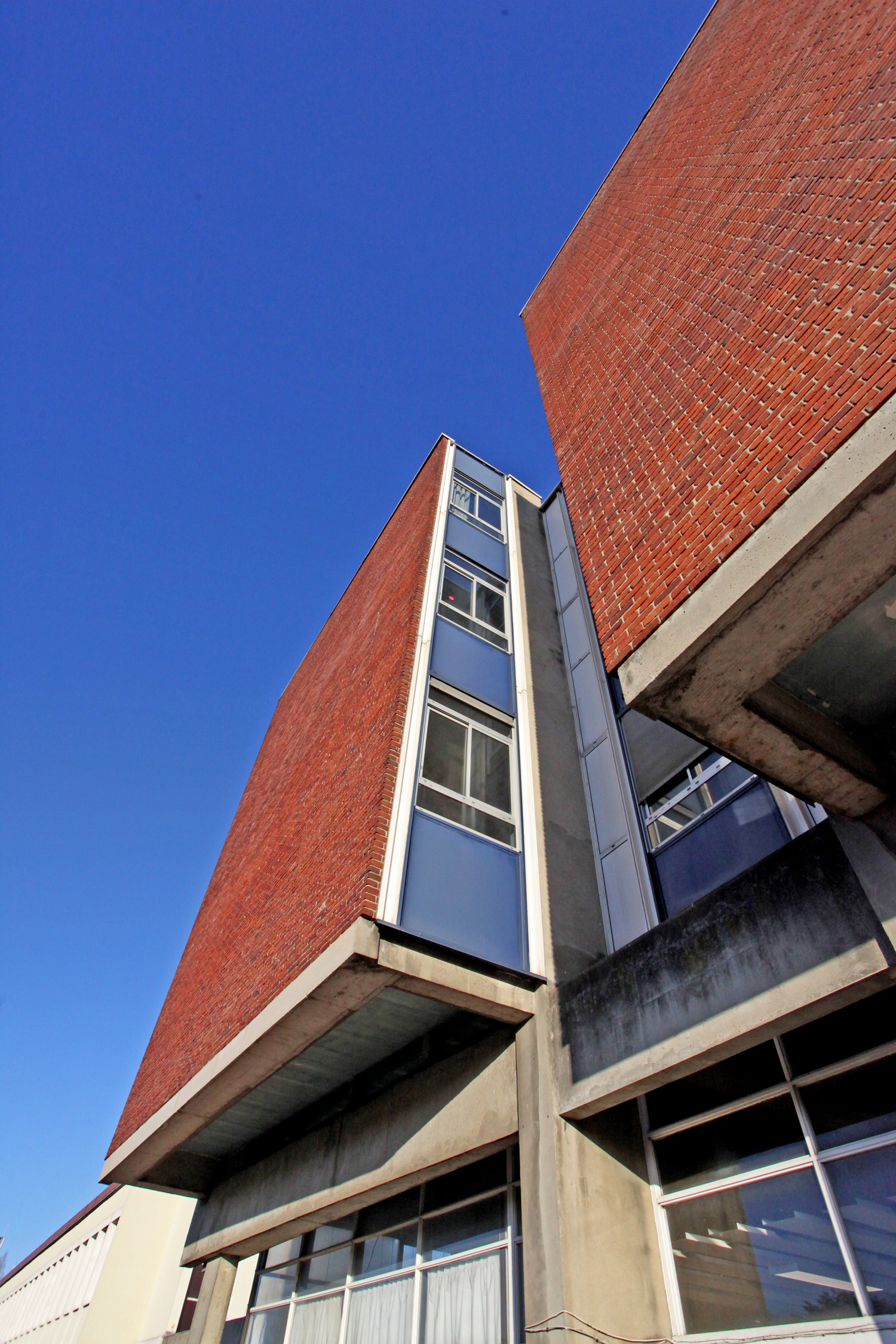
Façade en brique de Vaugirard du bâtiment général.

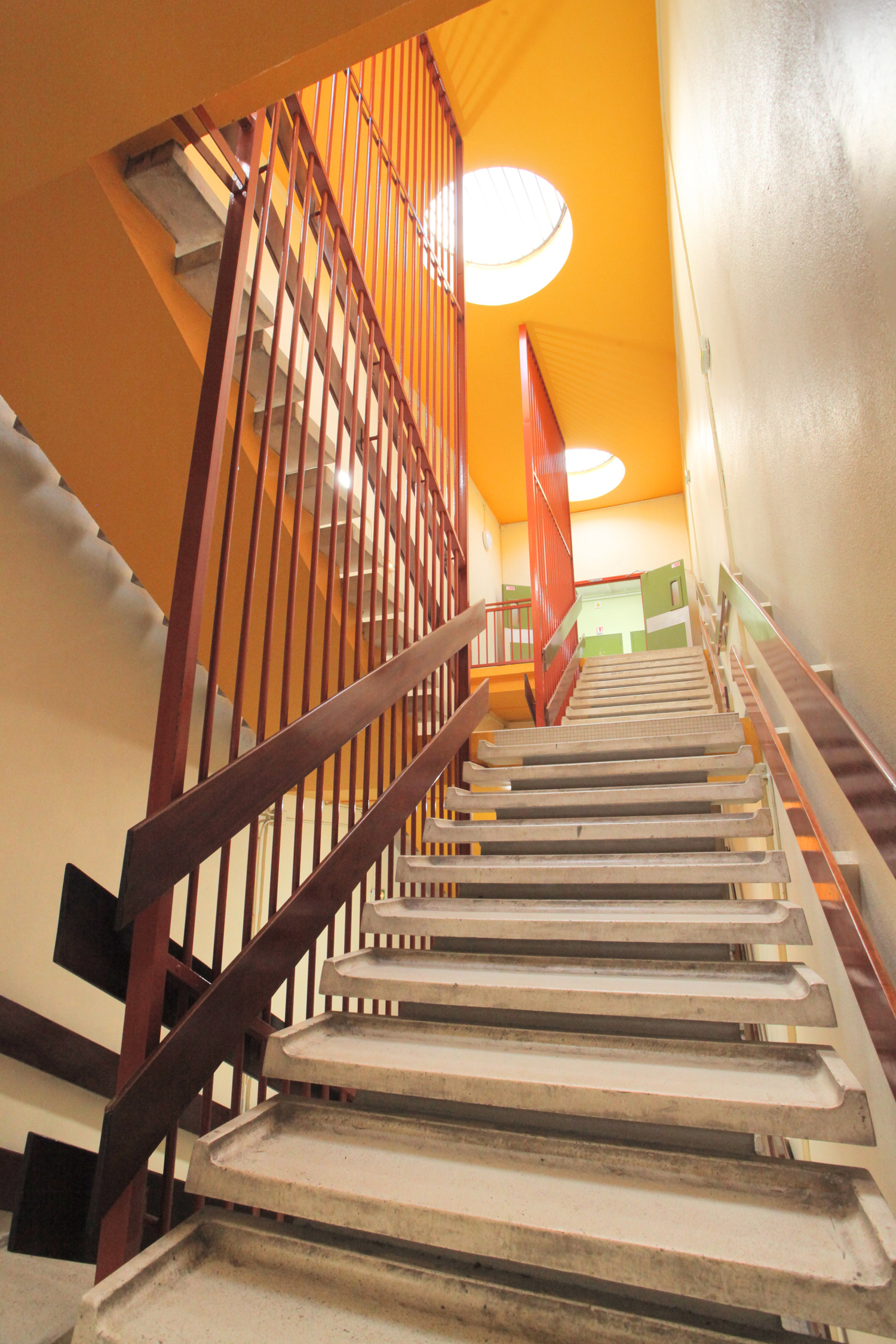
Cage d'escalier et skydome du bâtiment général

Si les bâtiments ont été construits à des périodes différentes, le visiteur perçoit aisément les éléments qui les unifient.
La brique de Vaugirard est ainsi utilisée comme parement sur les murs extérieurs, notamment les pignons du bâtiment général et de l’atelier. Ce matériau se retrouve aussi à l’intérieur des bâtiments, le long des couloirs, ou encore sur un des murs des salles. Il est aussi le principal matériau des bancs du jardin d’agrément (voir section 1% artistique).
Un autre élément facteur d’unité de cet ensemble est donnée par un éclairage doux permis par différents types d’ouverture ; un mur de fenêtres coulissantes à deux battants dans chaque salle, dont la lumière est diffusée jusque dans le couloir au moyen d’une baie vitrée en hauteur, des skydomes dans les cages d’escaliers du bâtiment principal, les baies vitrées orientée au nord des sheds, et des lanterneaux pour les salles ajoutées en extension sur la façade ouest de l’atelier.
La circulation extérieure et intérieure est également étudiée pour permettre une grande fluidité, et offrir un passage protégé en cas d’intempéries. Les coursives du patio sont relayées par des portiques ; l’un mène au réfectoire, les autres permettent de passer du bâtiment principal vers l’atelier, puis de l’atelier vers l’infirmerie. L’étage des salles banalisées des ateliers est construit en débordement, et offre là encore un passage extérieur couvert. A l’intérieur du bâtiment principal s’élève deux doubles cages d’escaliers symétriques, en pierre et en forme d’échelle de perroquet. Elles permettent au flux des élèves de se répartir facilement dans les couloirs pour arriver au plus près de leur salle.

### Le jardin d'agrément

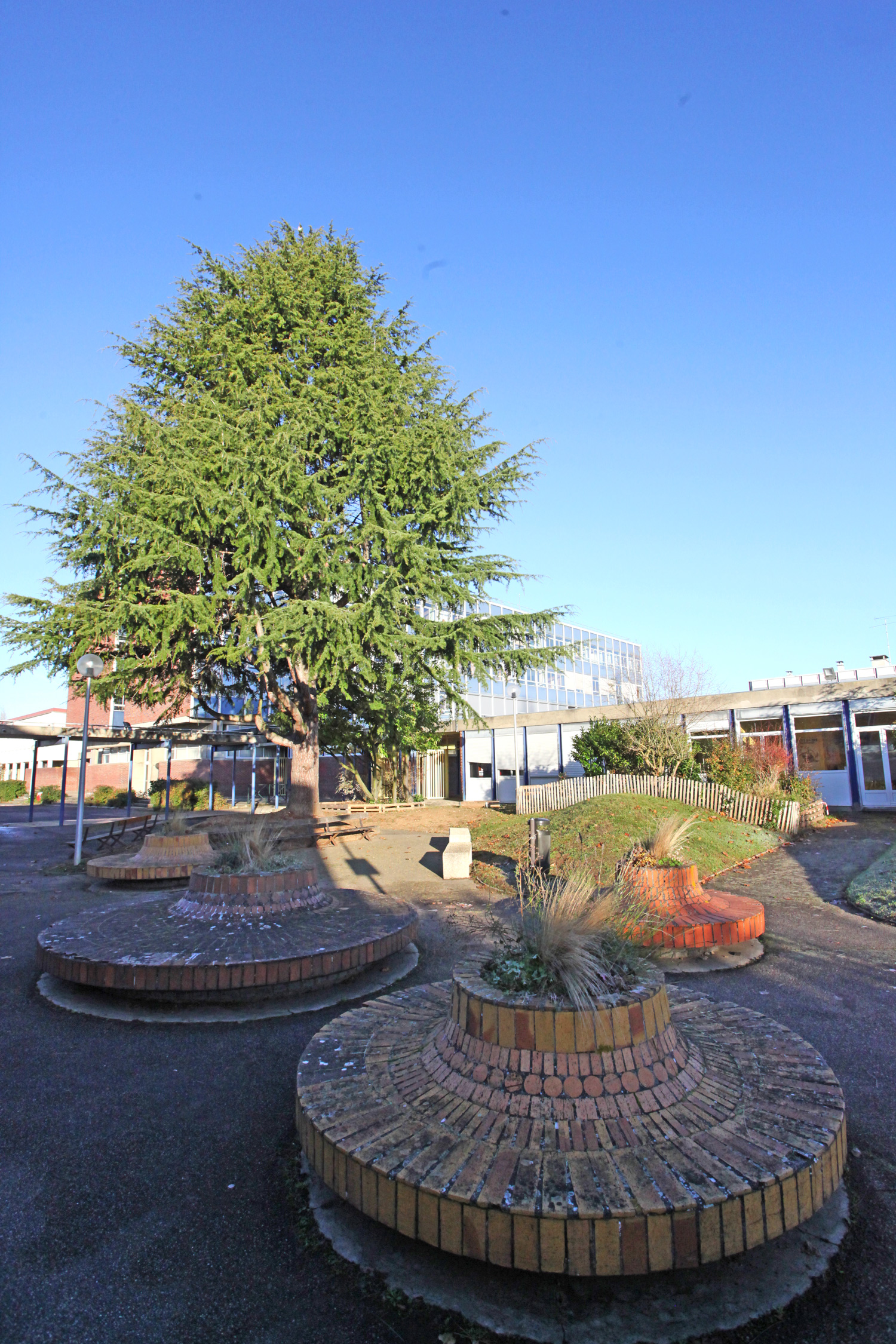
Les bancs du jardin d'agrément

C’est au pied du réfectoire que l’on trouve la réalisation artistique permise par le 1 % artistique. L’artiste Charles Gianferrari réalise notamment une mosaïque d'environ 68m2 dans le soubassement du bâtiment, caractéristique du mouvement de l'Oeuf, centre d'études. Les motifs sont principalement abstraits, plutôt géométriques, évoquant la forme d’un œuf, d’un iris ou d’un diaphragme d’appareil optique. Les matériaux qui la composent sont ceux que travaillent les artistes de ce mouvement : des tesselles en verre, pâte de verre, terre cuite, mais aussi des fragments de pierre dure comme le marbre .... L'œuvre change d'aspect en fonction de l'ensoleillement, acquérant ainsi une dimension cinétique.
Face à cette œuvre sont construits une série de bancs de forme circulaire, évoquant des soucoupes. Tous sont réalisés en briques de Vaugirard, de formes différentes pour créer, là encore, des motifs géométriques,,.